# یوهان هانسن
یوهان هانسن (دانمارکی: Jóhan Hansen؛ زادهٔ ۱ مهٔ ۱۹۹۴) بازیکن هندبال زاده جزایر فارو اهل دانمارک است.